# Prothysana
Prothysana es un género de polilla de la familia Bombycidae. Se encuentra en México, al sur de Panamá y en Sudamérica, por lo menos en Ecuador.
Las plantas huéspedes incluyenː  Philodendron, Heliconia, Welfia georgii, Chamaedora tepejilote,  Piptocarpha poeppigiana, Pentaclethra macroloba, Stigmaphyllon lindinianum, Piper colonense, Piper hispidum, Piper auretum, Piper peltata, Neea psychotroides, Lycianthes synanthera, Heliocarpus appendiculatus, Miriocarpa longipes y Aegifila falcata.